# Conus terebellum
Conus terebellum é uma espécie de gastrópode do gênero Conus, pertencente a família Conidae.